# Zlatni Kamnik
Zlatni Kamnik je majhen otoček v Jadranskem morju. Pripada Hrvaški. Nahaja se ob južni obali otoka Svetac, natančneje približno 40 metrov od njegove najjužnejše točke. Površina otoka je 1132 m2, najvišji vrh pa je na 12 mnm.